# Elasmodactylus tetensis
Elasmodactylus tetensis är en ödleart som beskrevs av  Arthur Loveridge 1952. Elasmodactylus tetensis ingår i släktet Elasmodactylus och familjen geckoödlor. IUCN kategoriserar arten globalt som livskraftig. Inga underarter finns listade i Catalogue of Life.